# Ichizō Hayashi

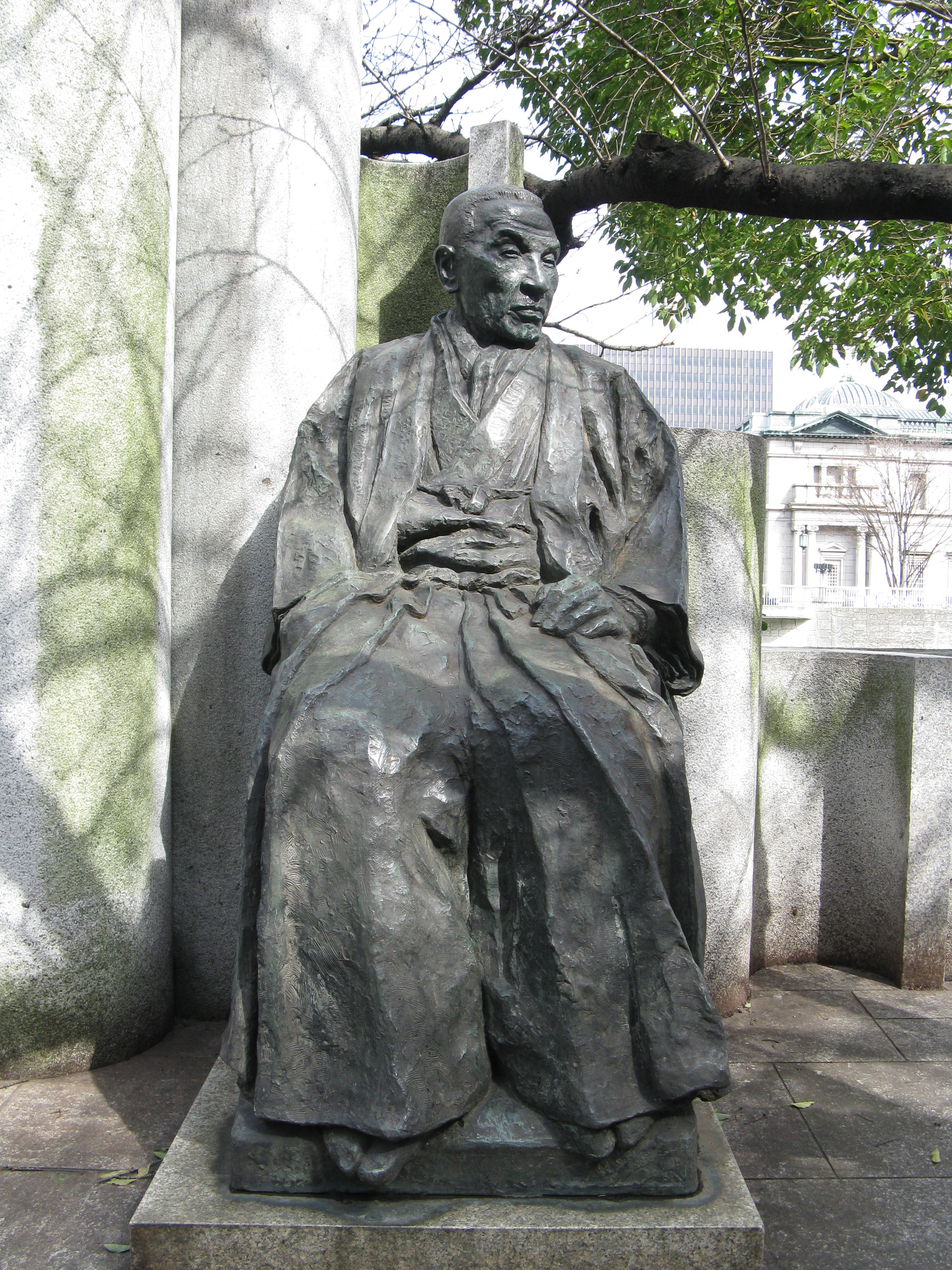
Statue en bronze dans la ville d'Osaka

Ichizō  Hayashi (林 市蔵) (23 décembre 1867- 17 février 1952) est un bureaucrate du ministère des affaires intérieures et un banquier japonais. Il a aussi été gouverneur de préfecture et président de la Nippon Trust Bank.

## Carrière
Ichizō Hayashi est le fils aîné de Shinzo Hayashi, un serviteur du clan Kumamoto. Son père meurt quand il a cinq ans et il est élevé par sa mère, Kamehisa. Il étudie au collège et au lycée Daigo. Il est diplômé du département de sciences politiques de la faculté de droit de l'université impériale de Tokyo en juillet 1896. Il entre au ministère des Affaires coloniales. En juillet 1897, à la suite de la suppression de ce ministère, il rejoint le ministère de l'Intérieur et est affecté au bureau d'Hokkaidō. En décembre 1898, il réussit l'examen civil supérieur d'administration publique.
En mai 1899, il est nommé professeur à l'école des prisons de la police. Ensuite, il occupe les postes de conseiller du ministère de l'intérieur, de secrétaire de la préfecture de Yamaguchi, de premier directeur de cette même préfecture, de secrétaire de la préfecture d'Hiroshima, de premier directeur et de troisième directeur, et de directeur des affaires intérieures de la préfecture de Niigata.
En juillet 1908, il est nommé gouverneur de la préfecture de Mie. En décembre de la même année, il devient directeur de Toyo Takushoku Co., Ltd., poste qu'il occupe jusqu'en novembre 1916. En janvier 1917, il devient gouverneur de la préfecture de Yamaguchi, et en décembre de la même année, il devient gouverneur de la préfecture d'Osaka. En 1918, après que des émeutes ont éclaté à Osaka à la suite de spéculations sur le prix du riz, avec Shigejiro Ogawa, conseiller du gouverneur (préfecture d'Osaka), il conçoit et établit le système des comités locaux (homeniin), fait de l'aide de bénévoles conseillant les personnes en situation de pauvreté et de subsides privés et publics, un système d'aide sociale prédécesseur de l'actuel comité de protection civile, et il crée une division de secours dans la préfecture.
Le 3 février 1920, il est démis du poste de gouverneur de la préfecture d'Osaka et prend sa retraite. Ensuite, il est président de la Nippon Trust Bank et président de la Bourse du riz de Dōjima. Il est également président (première génération) de Kyushu Electric (anciennement Kumamoto Electric), de septembre 1935 à mars 1942.

## Décorations
- 1920（大正9年 Ordre du Soleil levant

## Famille
- Gendre : Mamoru Shigemitsu ( ministre des Affaires étrangères )
- Autre gendre : Takeo Hotta (Bureaucrate des Affaires intérieures)